# Acraea aubyni
Acraea aubyni är en fjärilsart som beskrevs av Eltringham 1912. Acraea aubyni ingår i släktet Acraea och familjen praktfjärilar. Inga underarter finns listade i Catalogue of Life.